# Tollojärvi
Tollojärvi är en sjö i Finland. Den ligger i kommunen Rovaniemi i landskapet Lappland, i den norra delen av landet, 700 km norr om huvudstaden Helsingfors. Tollojärvi ligger 150,5 meter över havet. Arean är 27 hektar och strandlinjen är 5,56 kilometer lång. Sjön  ingår i Kemi älvs huvudavrinningsområde. 